# Bart Veldkamp
Bart Veldkamp (* 22. November 1967 in Den Haag) ist ein ehemaliger niederländischer und belgischer Eisschnellläufer.
Bei den Olympischen Spielen 1992 in Albertville gewann er die Goldmedaille und bei den Olympischen Spielen 1994 in Lillehammer die Bronzemedaille jeweils über 10.000 Meter, damals noch für die Niederlande startend. Da er mit dem Qualifikationsmodus im starken niederländischen Team für die Olympischen Spiele in Lillehammer aber nicht einverstanden war, wechselte er den Verband und startete danach für Belgien. In Belgien selbst gab es keine Weltklasseeisschnellläufer, so dass er keine Probleme mehr hatte sich zu qualifizieren.
Bei den Olympischen Spielen 1998 in Nagano gewann er dann für Belgien Bronze über 5000 Meter. 2002 und 2006 startete er ebenfalls bei Olympischen Spielen, konnte sich aber jeweils nicht in der Nähe der Podestplätze platzieren. 2006 beendete er seine Karriere.
Veldkamp ist Athletenbotschafter der Entwicklungshilfeorganisation Right to Play.